# Cesena
Cesena (i antikken Caesena) er en by i regionen Emilia-Romagna i Norditalien. Den ligger syd for Ravenna og vest for Rimini, ved floden Savio ved foden af Appenninerne, omkring 15 km fra Adriaterhavet. Befolkningstallet er 95.909 (december 2009).
Byen kalder sig "De tre pavers by", fordi Pius VI og Pius VII blev født der, og Pius VIII var biskop der før han blev valgt til pave.
Cesena var oprindelig en umbrisk by, og blev i 3. århundrede f.Kr. taget af romerne. Den blev en vigtig garnisonsby. Under krigene mellem Marius og Sulla blev den ødelagt. Plinius den Ældre nævner vin fra Cesena som en af de bedste.
I middelalderen lå Cesena på grænsen mellem eksarkatet Ravenna og langobarderriget. Den blev givet til pavestolen af den frankiske guvernør i 754, og i lang tid blev den kastet frem og tilbage mellem paverne og ærkebiskoperne af Ravenna. Fra 1183 til 1198 var Cesena en selvstændig republik, for så at blive trukket ind i magtspillet mellem paven og den tysk-romerske kejser. Den blev til tider styret af Malatestafamilien, og til tider af pavestolen.
I 1357 blev byen belejret af pavelige tropper, og borgerne satte sig kraftig til modværge uden at lykkes. De gjorde oprør i 1377, og byen blev taget af John Hawkwood, en engelsk lejesoldat som tjente under kardinal Robert af Genève, den senere modpave Clemens (VII). Flere tusinde civile blev massakreret i det som fik tilnavnet "Blodbadet i Cesena", og kardinalen fik tilnavnet "Slagteren fra Cesena".
I perioden 1379–1495 voksede byen igen, under Malatestafamiliens styre. De opbyggede igen slottet, som fik det nye navn Rocco Malatestiana. Malatestiana-biblioteket i nærheden af slottet er et fremragende eksempel på et renæssancebibliotek, og har mange værdifulde håndskrifter og inkunabler.
Hovederhvervet i byen er landbrug, kunsthåndværk og turisme.